# Lisa del Giocondo
Lisa del Giocondo (uttal: [ˈliːza del dʒoˈkondo]), född Gherardini 15 juni 1479 i Florens, död där 15 juli 1542, var en italiensk adelskvinna. Hon är känd för att ha suttit modell för Leonardos målning Mona Lisa, utförd omkring 1503–1506. Beställare var hennes make Francesco del Giocondo.

## Biografi
Lisa Gherardini var dotter till adelsmannen Antonmaria di Noldo Gherardini och Lucrezia del Caccia, och tillhörde ätten Gherardini. Vid 15 års ålder 1494 gifte sig Lisa Gherardini med den 19 år äldre affärsmannen Francesco di Bartolomeo di Zanobi del Giocondo; Lisa var hans tredje hustru. Omkring 1503 beställde Giocondo av Leonardo da Vinci ett porträtt av hustrun. Porträttet fullbordades inte förrän tre år senare, eftersom Leonardo även höll på med bland annat målningen Slaget vid Anghiari.
Francesco del Giocondo avled i pesten år 1538, medan Lisa dog fyra år senare; hon begravdes i klostret Sant'Orsola i Florens.

## Utmärkelser
Nedslagskratern Mona Lisa på planeten Venus är uppkallad efter henne.

## Bilder
| - Leonardo målar Mona Lisa, målning av Cesare Maccari. - Lisa del Giocondos förmodade grav i klostret Sant'Orsola. |